# Тиньков Олег Юрійович
Олег Юрійович Тиньков (25 грудня 1967, Полисаєво, Ленінськ-Кузнецький район, Кемеровська область, РРФСР, СРСР) — російський підприємець. За даними Forbes, 2014 року посідав 1210-е місце в списку найзаможніших людей світу, в списку найбагатших бізнесменів Росії в 2020 році посідає 62-е місце зі статком $1,9 млрд.
Олег Тиньков відомий як засновник мережі магазинів побутової техніки «Техношок», заводів «Дарья», які виробляли заморожені напівфабрикати, пивоварної компанії і мережі ресторанів «Тінькофф». Менш відомі проекти — музичний магазин «Music Шок» і рекорд-лейбл Шок Records, який випустив перші альбоми груп «Кирпичи», «Ленінград», який працював з «Ніж для Фрау Müller». Є засновником і головою Ради директорів «Тинькофф банку» (до 2015 року — «Тінькофф кредитні системи»). Банк був заснований в 2006 році і за даними на 8 травня 2020 року займає 18-е місце за обсягом активів та 13-е — за обсягом власного капіталу серед російських банків.
Тиньков захоплений шосейним велоспортом, мав розряд кандидата у майстри спорту СРСР. У 2005 році він створив професійну велокоманду Tinkoff Restaurants, що згодом змінила назву на Tinkoff Credit Systems і стала основою для російської команди «Катюша». З грудня 2013 року по листопад 2016 року володів велокомандою «Тінькофф».
У жовтні 2022 року Тиньков заявив, що відмовився від російського громадянства.

## Біографія

### Ранні роки
Олег Тиньков народився 25 грудня 1967 року в селищі Полисаєво, Ленінськ-Кузнецького району Кемеровської області в сім'ї шахтаря та швачки. Закінчив школу в Ленінську-Кузнецькому, працював, за власними словами, на шахті імені Кірова і заводі «Кузбаселемент».
З 12 років Тиньков захопився шосейним велоспортом, займався спочатку в шкільній велосекції, після — в секціях при підприємствах. Він виграв низку змагань, а в 1984 році отримав розряд кандидата в майстри спорту, проте атестат про середню освіту з відповідного предмета відмінності не отримав. Під час спортивних зборів Тиньков вперше зайнявся фарцовкою, купуючи дефіцитні товари в Середній Азії і продаючи їх в Ленінську-Кузнецькому. Кар'єру велосипедиста перервала військова служба: він не потрапив в спортивний клуб армії і був відправлений у прикордонні війська. У 1986—1988 роках він служив на Далекому Сході — в Находці і Ніколаєвську-на-Амурі.

### Освіта
У 1988 році Тиньков поступив в Ленінградський гірничий інститут. Навчальний заклад з великим числом іноземних студентів відкривав широкі можливості для торгівлі. Олег спекулював джинсами, косметикою та парфумерією, чорною ікрою і горілкою. Товари з Ленінграда він продавав в Сибіру, а звідти привозив японську побутову техніку, куплену у шахтарів. Він відвозив в Польщу електроприлади і повертався звідти з офісною технікою та витратними матеріалами, газовими балончиками та пістолетами. Він займався торгівлею разом зі своєю майбутньою дружиною Ріною Восман та однокурсниками — Олегом Жеребцовим (згодом засновник мережі магазинів «Лента»), Олегом Леоновим (майбутній засновник мережі магазинів «Діксі») та Андрієм Рогачовим (засновник компаній «ЛЕК» і «Пятерочка»). На третьому курсі Олег пішов з Гірничого інституту.
У 1999 році він пройшов піврічну програму маркетингу в Каліфорнійському університеті в Берклі.

### Родина
Тиньков познайомився зі своєю майбутньою дружиною, естонкою Ріною Валентинівною Восман у 1989 році, під час навчання в інституті. Весілля відбулося в червні 2009 року — через 20 років спільного життя. Їх дочка Дарина вчилася в Королівському коледжі Лондона, сини Павло та Роман — St edward's School, Oxford.

### Стан здоров'я
6 березня 2020 року Тиньков заявив про те, що веде боротьбу з гострою формою лейкемії, яка була виявлена у нього в жовтні 2019 року і переніс кілька курсів хіміотерапії. Після оприлюднення інформації про хворобу акції TCS Group, до ради директорів якої входив Тиньков, впали на Московській біржі майже на 25 %. Тільки за першу добу після оголошення про хворобу капіталізація компанії Тинькова TCS Group знизилася на 400 млн доларів, і його статок скоротився до $2,1 млрд.

## Підприємництво

### Техношок
У 1993 році Олег Тиньков зайнявся оптовою торгівлею електронікою з Сінгапуру і для спрощення оформлення документів відкрив в Петербурзі товариство з обмеженою відповідальністю «Петросиб», а потім регіональні «Петросиб-Кемерово», «Петросиб-Новосибірськ» і «Петросиб-Омськ» та інші. Товари прибували до Петербурга й звідти вирушали в регіони, де продавалися з більшою націнкою. Почавши з калькуляторів, він перейшов до офісної техніки, телевізорів, відеомагнітофонів і навіть штучних квітів і дерев. Спочатку Олег сам літав у Сінгапур, потім почав користуватися вантажоперевезеннями за допомогою авіатранспорту, а переломний момент настав, коли торговець-індієць Ашок Васмані відвантажив йому половину контейнера телевізорів в кредит. Тиньков перейшов до контейнерних перевезень.
Зниження прибутку від гуртової торгівлі підштовхнуло Тинькова до відкриття своєї мережі магазинів. У 1994 році «Петросиб» відкрив перший магазин під маркою Sony на Малому проспекті Василівського острова в Санкт-Петербурзі. Незабаром — ще один на вулиці Марата. Офіс Petrosib USA відкрився в Сан-Франциско. Успіх у роздрібній торгівлі підштовхнув Тинькова до ідеї об'єднати магазини під загальною назвою. Відкритий в 1995 році «Техношок» пропонував дорогу техніку за найвищими в місті цінами, але все одно користувався популярністю. Одним з перших в Росії «Техношок» почав навчати продавців-консультантів. Президентом компанії став американець російського походження Серджіо Гуцаленко. Мережа швидко зростала: до 1996 року у «Техношок» було п'ять магазинів в Петербурзі, по два в Омську і Кемерово і один в Новоросійську. З 1995 по 1996 рік оборот подвоївся і досяг 40 мільйонів доларів.
10 вересня 1996 року Олег Тиньков став громадянином США.
До 1997 року в Санкт-Петербурзі з'явилися магазини «Ельдорадо», конкуренція зросла, а рентабельність знизилася. У 1997 році Олег Тиньков продав компанію менеджменту, а рік потому її придбала компанія «Сімтекс». Олег вийшов з «Техношоку» з 7 мільйонами доларів, які вклав у пельменний бізнес.
Паралельно з «Техношоком» в 1996 році Тиньков відкрив мережу музичних магазинів «Music Шок». На відкритті першого «Music Шок» виступали Філіп Кіркоров і Алла Пугачова, другого — Жанна Агузарова.
Разом з Іллею Бортнюком Олег запустив рекорд-лейбл «Шок Records». Лейбл випустив дебютні альбоми груп «Кирпичи» і «Ленінград», симфонію Володимира Дашкевича, засновану на його музиці до фільму «Шерлок Холмс і доктор Ватсон», альбом «Нечеловек-видимка» групи «Ніж для Фрау Müller». «Music Шок» видав 320-сторінкову книгу «Віктор Цой», складену вдовою Віктора Мар'яною Цой і музикантом першого складу гурту «Кіно» Олексієм Рибіним.
У 1998 році «Music Шок» був проданий московській компанії Gala Records.

### Дар'я
Під торговою маркою «Дарья», названої на честь дочки Олега Тинькова, випускалися пельмені та інші заморожені напівфабрикати. Ідею Тинькову подав зустрінутий в сауні грек на ім'я Афанасій, що поставляв в Росію обладнання для виробництва равіолі.
Цех був відкритий на початку 1998 року в Петергофі і перший час випускав продукти під маркою «Смак» по ліцензії, отриманої від компанії Андрія Макаревича. Після конфлікту з ліцензіаром, марка змінилася на «Пітерський Смак». Приводом для створення власного бренду послужила економічна криза: нова марка дозволяла збільшувати частку ринку. Новий завод, відкритий в грудні 1998 року на місці колишнього складу «Техношок» на Предпортовій вулиці в Петербурзі, спочатку виробляв лише «Дарья». Крім того, Тиньков випускав продукцію під марками «Товстий кок», «Добрий продукт» і «Цар-батюшка».
Першу популярність «Дар'ї» принесла рекламна кампанія, в рамках якої на п'яти білбордах в Санкт-Петербурзі і двох у Москві був розміщений плакат з зображенням забруднених борошном жіночих сідниць з підписом «Твої улюблені пельмені!». Фраза, що прозвучала в іншому рекламному ролику «Від цих равіольок дочекаєшся шлункових кольок» викликала невдоволення компанії «Равіолі».
У 2001 році «Дарья» була продана холдингу «Планета Менеджмент» Романа Абрамовича і Андрія Блоха за $21 мільйон, 7 з яких пішли на погашення кредитної заборгованості.

### Пиво «Тінькофф»
У 1997 році Тиньков не міг знайти інвестора для будівництва задуманого їм пивоварного заводу. Допомогли дві зустрічі: постачальник обладнання, з яким він познайомився на виставці Drinktec  в Мюнхені, запропонував поєднати пивоварню з рестораном і зосередитися на розвитку бренду, а інший — порадив назвати пиво власним прізвищем у відповідності з баварською традицією.
Початкові інвестиції склали мільйон німецьких марок, і в серпні 1998 року перший ресторан відкрився в Петербурзі на Казанській вулиці, 7. Там же незабаром з'явилася лінія для розливу пива в пляшки. У 2001 році відкрився ресторан в Москві в Проточному провулку, інвестиції в який склали 2 мільйони доларів. Ресторан у Самарі відкрився в листопаді 2002 року, в Новосибірську — в січні 2003, потім з'явилися ресторани в Нижньому Новгороді, Казані, Уфі, Єкатеринбурзі, Владивостоку і Сочі.
Перший завод був побудований до літа 2003 року за підтримки банку «Зеніт», який відкрив Тинькову кредитну лінію. Для будівництва другого компанія залучала кошти через облігаційну позику, а також позички банку «Зеніт» і німецького HypoVereinsbank. Другий завод вартістю близько $75 мільйонів був повністю побудований на кредитні кошти.
Заводи Тинькова випускали пиво «Тінькофф», «Текіза», «Т». Розширюючись, компанія вкладала значну масу коштів у маркетинг. Був навіть невдалий досвід співпраці Тинькова з фотографом і режисером Олів'єро Тоскані, автором рекламних кампаній United Colors of Benetton.
З 2004 року до операції з придбання заводів «Тінькофф» проявляв інтерес Sun Interbrew, і в 2005 році вона відбулася. За завод і бренд концерн віддав близько 200 мільйонів доларів. Після цього Тиньков продав приміщення ресторанів «Тінькофф» керуючій компанії «Трійка Діалог» за суму близько $10-12 мільйонів, одночасно уклавши довгостроковий договір оренди тих самих приміщень. Нарешті, самі ресторани у 2008—2009 роках придбав фонд прямих інвестицій Mint Capital.

### Банк Тінькофф

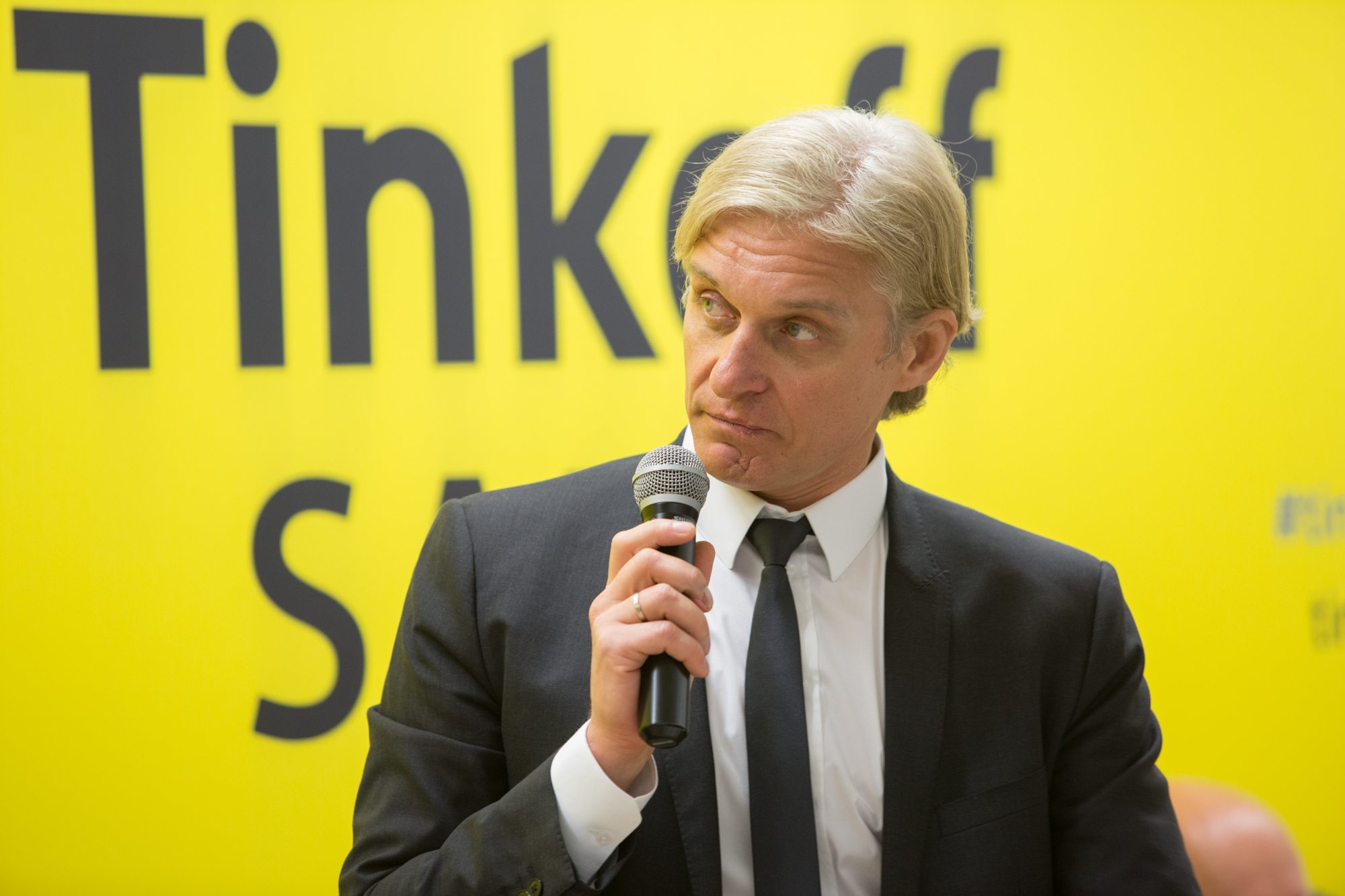
У січні 2014 року

18 листопада 2005 року на острові Некер, що належить мільярдерові Річарду Бренсону, Олег Тиньков представив проект майбутнього банку. У 2006 Тиньков придбав московський «Хіммашбанк» і на його основі створив перший в Росії банк з дистанційним обслуговуванням. Незважаючи на невдачі в залученні інвестицій на старті проекту, тільки за час кризи 2008 року банк показав 50-кратне зростання прибутку.
«Тінькофф Кредитні Системи» знижував витрати за рахунок нестандартного для банківської сфери маркетингу та широкого використання комп'ютерної обробки даних замість людської праці. Довгий час банк не залучав вклади і використовував власний капітал для видачі кредитів.
Розвинена технологічна платформа зіграла велику роль: IPO банку стало однією з найбільших російських угод 2013 року за версією ., а Олег Тиньков подвоїв свій статок і зайняв 1210 місце у світовому рейтингу мільярдерів.
Після виходу «Тінькофф банку» на IPO Олег Тиньков відмовляється від громадянства США 28 жовтня 2013 року..
З початку 2015 «Тінькофф Кредитні Системи» змінив назву на «Тінькофф банк». Більш проста і лаконічна назва покликана точніше відобразити весь спектр послуг фінансової організації.
З 2013 року акції «Тінькофф банку» торгуються на Лондонській біржі.
Станом на липень 2019 року Тинькову належать 40,4 % акцій банку, який залишається його основним активом.
2 квітня 2020 року Олег Тиньков через свого представника заявив, що покидає пост голови ради директорів банку внаслідок проблем зі здоров'ям.

## Велосипедний спорт

### Tinkoff Restaurants
Велокоманда Tinkoff Restaraunts під керівництвом тренера Олександра Кузнєцова стала історично третьою професійною російською командою, а на момент своєї появи — єдиною в Росії. Команду презентували у січні 2006 року в штаб-квартирі на віллі Кузнєцова в Іспанії, до її складу увійшли члени збірної Росії в трекових гонках, в тому числі Михайло Ігнатьєв, Микола Трусов, Олександр Сєров, Сергій Клімов, Павло Брутт і Іван Рівний. Спільним спонсором команди стала авіакомпанія «Сибір», річний бюджет склав $4 мільйона.
У сезоні 2006 року гонщики команди посіли перше місце в командній гонці переслідування на Кубку Світу з трекових велогонок в Лос-Анджелесі а Павло Брутт виграв Тур Греції і гонку Cinturón a Mallorca .
Причиною розформування команди став конфлікт між Олександром Кузнєцовим та Олегом Тіньковим.

### Tinkoff Credit Systems
Tinkoff Credit Systems була створена до сезону 2007 року на основі Tinkoff Restaurants, але з італійським менеджментом і реєстрацією. Отримана ліцензія UCI Professional Continental Team дозволяла спортсменам брати участь у всіх великих європейських гонках. У новому складі зросла кількість іноземних спортсменів, а капітаном став американець Тайлер Хемілтон.
Успішні виступи команди, в тому числі на етапах Джиро д'Італія в 2008 році, привернули увагу колишнього велосипедиста, власника корпорації «Ітера» Ігоря Макарова. За його ініціативою та при спонсорській участі «Газпрому» і «Ростехнологій» на основі Tinkoff Credit Systems була створена російська команда «Катюша».

### Велокоманда «Тінькофф»

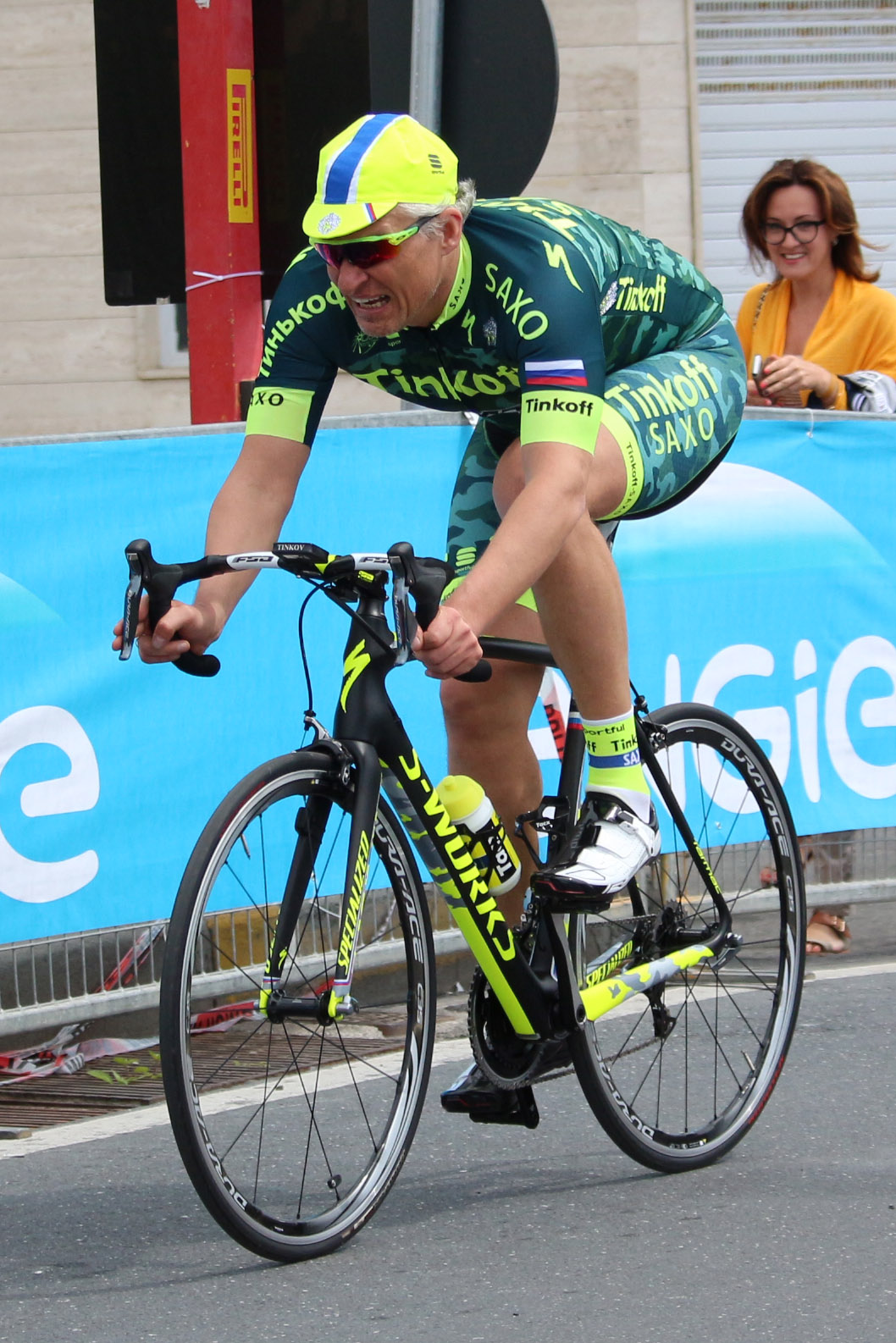
Олег Тиньков на Джиро д'Італія 2015 року

У грудні 2013 року Олег Тиньков через керуючу компанію Tinkoff Sport A/C купив у колишнього велогонщика Б'ярні Рійса команду, спонсором якої «Тінькофф Кредитні Системи» виступав з 2012 року.
«Тінькофф» і «Катюша» — єдині на той момент російські команди, що виступали в гонках Світового Туру UCI. Велосипедисти команди неодноразово перемагали на етапах престижного Гранд Туру: зокрема, Альберто Контадор ставав переможцем Вуельти Іспанії і Джиро д'Італія, а Петер Саган два рази ставав володарем зеленої майки кращого спринтера на Тур де Франс.
Олег Тиньков брав участь у тренуваннях нарівні зі своїми спортсменами і супроводжував команду на змаганнях. На честь перемоги Контадора на Джиро д'Італія 2015 він пофарбував волосся в переможний рожевий колір.
Олег Тиньков неодноразово критикував професійний велоспорт за бюрократизованність і застарілу спонсорську модель. Він став одним з акціонерів проекту Velon — ініціативи команд Світового Туру з розвитку професійного велоспорту, організації більш видовищних змагань, захист інтересів спонсорів та власників команд. Тиньков також виступав за розклад Гранд Турів, який дозволить найсильнішим гонщикам виступити на кожному з них протягом сезону. У 2014 році він запропонував капітану «Тінькофф-Саксо» Альберто Контадору і його суперникам Крісу Фруму, який виступає за Sky Procycling, і Вінченцо Нібалі з Pro Team Astana по 1 мільйону євро за виступ на всіх трьох головних багатоденних гонках світу.
З 2016 року велокоманда виступала як Tinkoff, оскільки Saxo Bank вирішив не подовжувати спонсорський контракт далі 2015 року. В кінці 2015 року він оголосив, що після закінчення сезону 2016 піде з велоспорту і продасть команду. Як єдиний титульний спонсор Тиньков витрачав на утримання команди близько 20 мільйонів євро в рік, а за весь час спільно з банком вклав у неї близько 50 мільйонів євро. Крім збільшеного фінансового навантаження, у числі причин він назвав вичерпання потенціалу для брендингу банку, збитковість велоспорту для команд, відсутність реформ у спорті, а також тривалий конфлікт між Міжнародним союзом велосипедистів і Спортивною організацією Аморі. За підсумками сезону команда посіла друге місце і була остаточно розформована в листопаді 2016 року.

## Кримінальне переслідування
28 лютого 2020 року Податкова служба США ініціювала судові слухання проти Тинькова. Він звинувачується в підробці податкової декларації, заниженні доходу за 2013 рік, коли він був громадянином США (з 10 вересня 1996 року по 28 жовтня 2013 року).
2 березня американська прокуратура видала ордер на арешт Тинькова, але він вніс заставу в розмірі 20 млн фунтів стерлінгів, щоб залишатися на свободі на час розгляду. Слухання справи почнеться у Вестмінстерському магістратському суді Лондона 27 квітня 2020 року. За умовами застави, Тинькову заборонено залишати житло з 19-ї години вечора до 7 ранку, а також він повинен носити електронний браслет і відмічатися в поліцейській ділянці три рази на тиждень. Крім того, у нього вилучено російський і кіпрський паспорта. 5 березня влада США розкрила суть претензій і звинуватила Тинькова в приховуванні активів на 1 млрд доларів. Мін'юст США вважає, що під час IPO TCS Group у 2013 році вартість акцій бізнесмена перевищила 1 млрд доларів. Через три дні Тиньков відмовився від громадянства США, а в податковій декларації вказував дохід у $330 тис..

## Інше
Серед власності Тинькова — особистий літак Dassault Falcon 7X з логотипом банку на хвості. У вересні 2015 року Тиньков оголосив, що інвестує 250 млн рублів в будівництво готельно-рекреаційного комплексу у Елізовському районі на Камчатці, де часто сам відпочиває. Передбачалося, що введення в експлуатацію відбудеться в IV кварталі наступного року. У січні 2016 стало відомо, що він відмовився від проекту через протидію місцевих чиновників і замість цього інвестує у французькі Альпи. У червні того ж року Тиньков відкрив два шале класу люкс під назвою La Datcha: одне на гірськолижному курорті Куршевель і друге — в Валь Торанс. У 2017 і 2018 роках до них додалися будинки в Форте-деї-Мармі і Астрахані.

### Громадська позиція
28 лютого 2022 року Тіньков виступив проти повномасштабного російського вторгнення до України. У квітні написав пост щодо кількості росіян, що підтримують війну: «Звичайно є дебіли, що малюють Z, але дебілів у будь-якій країні 10 %. 90 % росіян проти цієї війни» .
19 квітня Тіньков закликав західні країни дати можливість Путіну «вийти з війни» в Україні, щоби той міг «зберегти своє обличчя».
22 квітня Тінькофф банк оголосив, що змінить назву та відмовиться від «іменного бренду» — прізвища його засновника Олега Тінькова. Раніше банк прокоментував позицію Тінькова фразою, що він давно не був у Росії. Після критики війни під тиском влади, був змушений продати акції банку компанії «Інтеррос» Володимира Потаніна. Тіньков отримав 3 % від реальної вартості частки . У травні 2022 року Олег дав інтерв'ю Юрію Дудю, де підтвердив та обґрунтував свою антивоєнну позицію. Відеофрагменти з цього інтерв'ю стали використовуватися для монтажу відомої згодом серії мемів «Тиньков поясняет за ...». 3 травня Тіньков виїхав із Росії.
У жовтні 2022 року заявив, що відмовився від російського паспорта.

### Ставлення до спорту
Окрім занять велоспортом, на початку 2000-х Тіньков зайнявся фрірайдом, який у своїй автобіографії називає «одним із найнебезпечніших для життя видів спорту». Пізніше він захопився хелі-скі — спуском незайманими сніговими схилами, до яких підвозить гелікоптер. Також у січні 2019 року він проїхав на лижах та велосипедах 50 км до Південного полюса.

### Публікації
З 2007 по 2010 рік підприємець був колумністом журналу «Фінанс». З 2010 року головний редактор журналу Олег Анісімов перейшов на роботу в банк Тинькова і разом з ним працював над передачею «Бізнес-секрети з Олегом Тіньковим» на інтернет-каналі Russia.ru. Після дворічної перерви Тиньков відновив випуск «Бізнес-секретів» з інтерв'ю з Михайлом Фрідманом в жовтні 2015 року.
Олег Тиньков веде Фейсбук і Твіттер. Його манера спілкування вважається провокаційною і часто призводить до беззмістовних суперечок і взаємних образ.
Олег Тиньков написав дві книги, що узагальнюють його підприємницький досвід: «Я такий як всі» була видана в 2010 році, «Як стати бізнесменом» — 2011 рік.

### Тиньков провулок
Для просування марки «Тінькофф» була придумана історія про предка підприємця — Порфірія Тинькова, що постачав пиво імператорському двору з 1759 року. За легендою, сторінку з згадкою про нього Олег Тиньков знайшов у словнику Брокгауза і Ефрона. Підроблена сторінка була представлена в Топонімічну комісію Санкт-Петербурга з пропозицією увічнити рід Тинькових у назві вулиці. Не помітивши підробки, чиновники погодилися на пропозицію компанії, і 7 липня 2003 року в Пушкіні з'явився Тиньков провулок.

### Конфлікт з блогерами
8 серпня 2017 року YouTube-канал NEMAGIA опублікував огляд, присвячений Тинькову і його Тінькофф банку. Ролик викликав значний резонанс в мережі. Незабаром після його виходу, 28 серпня 2017 року, Олег Тиньков подав позов в Кемеровський районний суд про захист честі, гідності та ділової репутації. За рішенням суду 4 вересня Роскомнагляд зобов'язав блогерів видалити ролик, що критикує діяльність Олега Тинькова. 12 вересня у співавтора «Немагії» Олексія Псковитіна пройшли обшуки, у нього конфіскували комп'ютерну техніку. Оперативники спеціально прилетіли в Кемерово з Москви. Багато російських блогерів виступили в підтримку NEMAGIA. 26 вересня Олег Тиньков відкликав позови проти відеоблогерів з розважального каналу «Немагия». Кримінальну справу проти NEMAGIA було припинено.

## Санкції
У січні 2018 року був включений у «кремлівську доповідь» Мінфіну США — список осіб, наближених до президента Росії Путіна.
У березні 2023 року Тиньков офіційно звернувся до МЗМ Британії з проханням виключити його зі списку санкцій.
У липні 2023 року Велика Британія скасувала персональні санкції стосовно Тинькова, які передбачали заморожування активів, заборону надання трастових послуг та в'їзд до країни.